# Задорожный, Юрий Александрович
Юрий Александрович Задорожний (род. 15 октября 1968 года) — заслуженный мастер спорта России (подводное ориентирование).

## Карьера
Двукратный чемпион мира (1996), неоднократный чемпион Европы. В 1999 г. завоевал две серебряные и две бронзовые медали на чемпионате мира. Многократный победитель этапов Кубка мира. Трёхкратный чемпион СССР (1989, 1990, 1991). Десятикратный чемпион России.
Окончил ТГПИ. Работает тренером МБУ ДО СШ №2  (Таганрог).